# Narkewyczi
Narkewyczi (ukr. Наркевичі) – osiedle typu miejskiego na Ukrainie, w obwodzie chmielnickim, w rejonie wołoczyskim, sąsiadujące z Czarnym Ostrowem, siedziba hromady. W 2020 roku liczyło 1484 mieszkańców.
Miejscowość założona w związku z budowaną w tym miejscu cukrownią. Od 1966 do 1994 roku oficjalna nazwa osiedla brzmiała Jasne (ukr. Ясне). W 2001 roku liczyło 1708 mieszkańców.